# A Lei do Rei
A Lei do Rei é o álbum de estreia do cantor de rock cristão Paulinho Makuko, lançado em 1994 pela gravadora Bompastor, após sua saída do Katsbarnea.

## Antecedentes
Em 1993, o Katsbarnea foi reformulado e sua formação reduzida. O álbum Cristo ou Barrabás trouxe uma banda mais enxuta e mais focada no rock. Em alguns shows, Makuko saiu da posição de percussionista e assumiu a bateria. No entanto, tempos depois, Makuko deixou o grupo para seguir carreira solo, e assinou com a Bompastor.

## Gravação
A Lei do Rei contou com repertório predominantemente autoral. Entre as músicas, consta a regravação da canção "Corredor 18", registrada no álbum de estreia do Katsbarnea (O Som que Te Faz Girar) e que conta a história de vida do cantor. Além desta, "Palácios", do Rebanhão ganhou um cover.

## Lançamento
O álbum foi lançado pela gravadora Bompastor em 1994.
Em 2020, a versão padrão de A Lei do Rei e uma versão instrumental (playback) foi lançada nas plataformas digitais pela Bompastor.

## Faixas
1. "Corredor 18"
2. "Cavaleiro de Deus"
3. "A Lei do Rei"
4. "Ondas Violetas"
5. "Novo Homem"
6. "Rei Davi"
7. "Madrugada"
8. "Palácios"